# 阿里亞納阿富汗航空701號班機空難
1969年1月5日，为一架波音727-113C的阿里亚纳阿富汗航空701号班机在降落时坠毁。机上62人中的48人遇难，并造成地面上2人死亡。